# Focas (emperador)
Flavio Focas (en latín: Phocas, en griego: Φωκᾶς, 547-610) fue emperador del Imperio romano de Oriente entre 602 y 610, arrebató el trono al emperador Mauricio y fue a su vez destronado por Heraclio después de ser derrotado en una guerra civil.

## Militar
No se sabe casi nada de su vida anterior a su subida al poder, aunque era posiblemente nativo de Tracia. Nació en torno a 547. El nombre de su padre es desconocido. Su madre se llamaba Domentia o Domentzia. Tuvo al menos dos hermanos, Comentiolo, y Domenciolo.
Hacia el año 600 era oficial subalterno en el ejército romano que servía durante las campañas de Mauricio en los Balcanes y aparentemente era considerado un líder por sus compañeros de armas. Fue elegido miembro de una delegación enviada por el ejército a Constantinopla en ese mismo año para exponer sus quejas al gobierno acerca del comandante Comenciolo. Los ávaros habían derrotado a los bizantinos en 598 y tomado un gran número de prisioneros, y exigieron un rescate. Mauricio se negó a pagar y todos los prisioneros fueron asesinados, causando consternación entre el ejército. Las quejas de la delegación fueron rechazadas, y, según varias fuentes, el propio Focas fue insultado y humillado por destacados oficiales de la corte de ese momento.

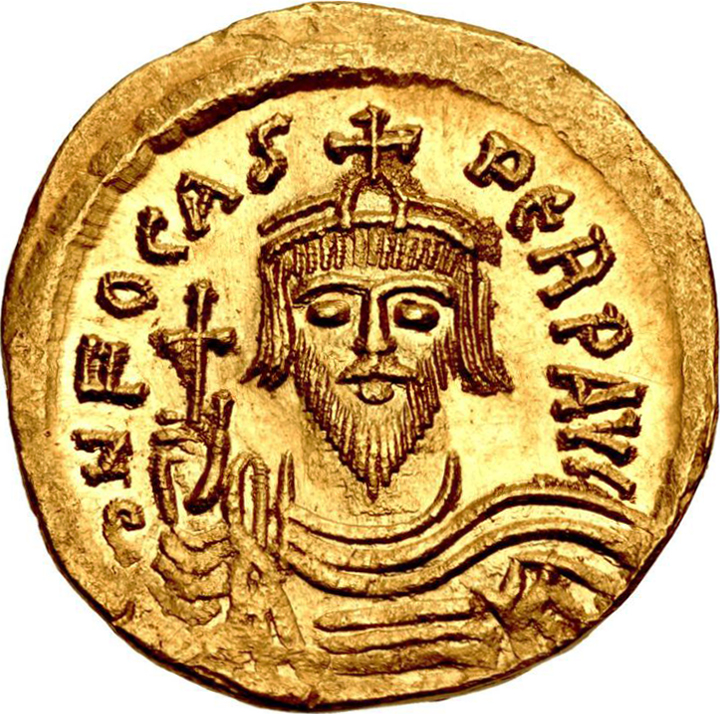
Retrato de Focas en una moneda contemporánea.

En 602, habiéndose creado malestar en las legiones por las reformas tendentes a reducir los gastos de su mantenimiento, Mauricio ordenó al ejército de los Balcanes, por entonces en campaña contra los ávaros, que pasara el invierno al norte del Danubio, el desprotegido y lejano lado de la frontera protectora del río, y por esto el ejército casi inmediatamente se rebeló y marchó hacia la capital, con Focas a la cabeza. En el plazo de un mes el poder de Mauricio se desvaneció, el emperador abdicó y huyó de la ciudad, y la facción "verde" en Constantinopla aclamó a Focas como emperador.

## Emperador
Fue coronado en la Iglesia de San Juan el Bautista y a su esposa Leoncia le fue conferida la dignidad de Augusta. Mauricio, quien representaba una amenaza genuina, fue llevado fuera de su santuario monástico en Calcedonia y asesinado junto con sus cinco hijos. Se dice que tuvo que ver como sus hijos fueron ejecutados delante de sus ojos. Los cuerpos fueron arrojados al mar y las cabezas de todos fueron exhibidas en Constantinopla antes de que Focas hiciera arreglos para dar una cristiana sepultura a los restos mortales de su profundamente piadoso predecesor.
El reinado de Focas fue al principio bien recibido por la mayoría, porque bajó los impuestos, que habían subido durante el mandato de Mauricio. Obsequiosas cartas de elogios corteses del papa Gregorio I lo atestiguan. El papa Gregorio agradeció su aceptación a las reformas que él inició. Las reformas agrarias de la Iglesia en Italia y particularmente en Sicilia fueron seguidas en Egipto por los patriarcas ortodoxos. Las reformas consistieron en nombrar "rectores" como administradores de los latifundios y eliminar toda clase de contratistas y parásitos que explotaban a los granjeros arrendatarios, reduciéndolos a la miseria, mientras minaban los ingresos de los propietarios.
La Iglesia necesitaba dinero para pagar hospitales, maternidades, orfanatos, todas las infraestructuras sociales que el Estado había dejado al clero. Focas tuvo que hacer frente a una gran oposición y fue considerado por muchos como un "populista". Su golpe de Estado fue el primer cambio violento de régimen en Constantinopla desde su fundación por Constantino; debido a esto era visto como un usurpador. Según las fuentes reaccionó ante esta oposición con crueldad, supuestamente asesinando a miles de personas en un esfuerzo por mantener el control del gobierno. Esto es probablemente una exageración. En realidad ninguna de las historias fueron escritas mientras Focas estaba vivo, y por eso se depende de información de historiadores escrita bajo sus sucesores, quienes estaban interesados en ennegrecer la reputación de Focas.

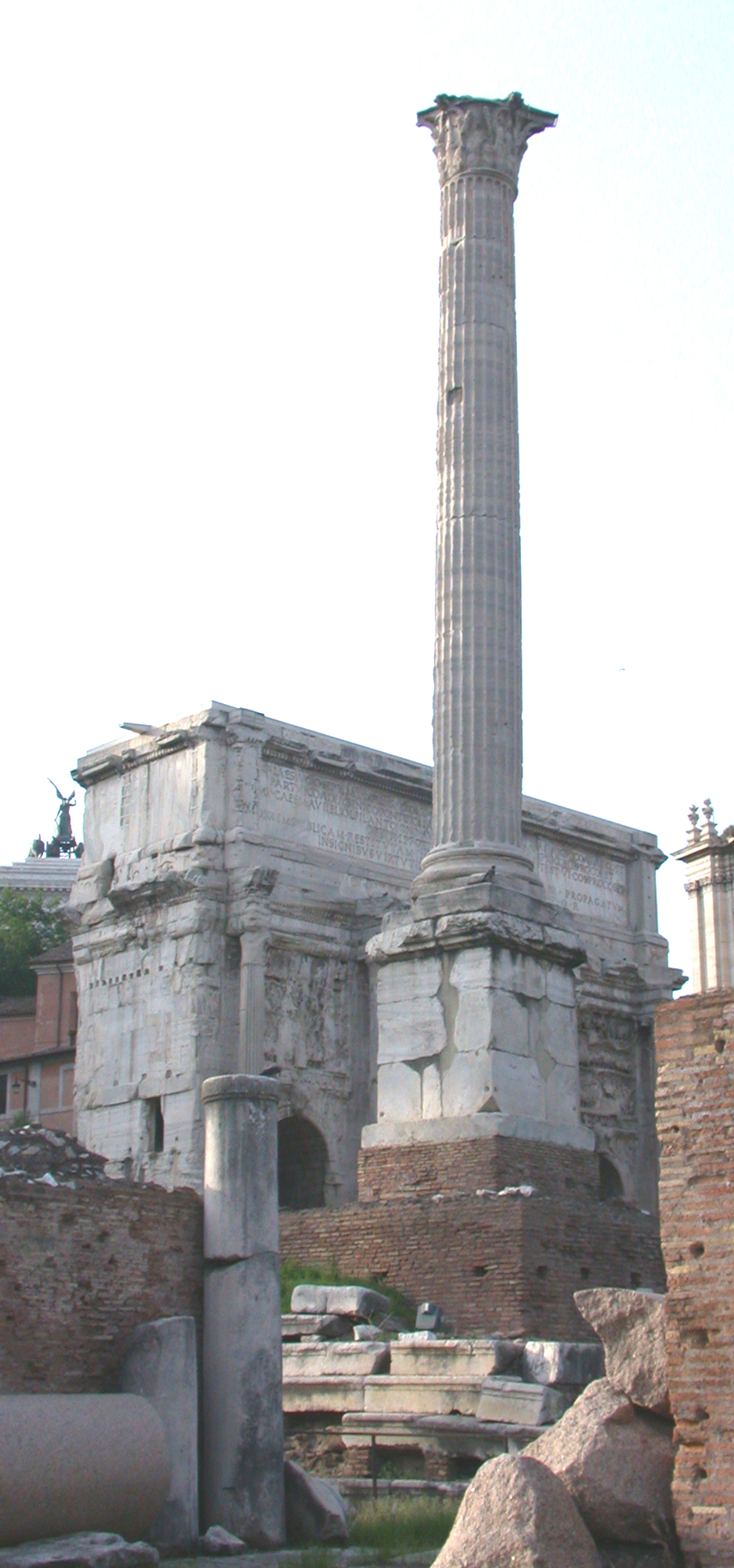
Columna de Focas, el último monumento erigido en el Foro de Roma (1 de agosto de 608).

La Columna de Focas fue el último monumento imperial erigido en el Foro Romano. En el reinado de Focas, los bizantinos dominaban la ciudad de Roma, aunque el Papa era la figura más poderosa residente en la ciudad. Focas apoyó a los papas en muchas de las controversias teológicas de la época, y por eso tuvo buenas relaciones con el papado. Focas cedió el Panteón de Agripa al papa Bonifacio IV para su uso como iglesia e intervino para restaurar a Esmaragdo en el Exarcado de Rávena. En agradecimiento, Esmaragdo erigió en el Foro Romano una estatua dorada encima de la rededicada "Columna de Focas" (ilustración, derecha), que presentaba una nueva inscripción en su base en honor del emperador. La estriada columna corintia y el plinto de mármol en el que estaba se encontraban ya en pie in situ, recogida previamente para otros monumentos.
Durante el reinado de Focas comenzaron a derrumbarse las fronteras tradicionales del Imperio. Los Balcanes habían sido pacificados bajo Mauricio, los ávaros y los eslavos estaban siendo mantenidos a raya, después de años de incursiones bárbaras en territorio bizantino. Con el traslado del ejército del Danubio después de 605, en el levantamiento de Focas contra Mauricio, el camino quedó preparado para nuevos ataques que fueron a poner fin a los Balcanes romanos, llegando los bárbaros hasta Atenas. En el este, la situación era grave. El rey persa Cosroes II había sido ayudado a llegar al trono años atrás por Mauricio durante una guerra civil en Persia. Ahora, él usó la muerte de su antiguo protector como un pretexto para romper su tratado de paz con el Imperio Bizantino. Recibió en su corte a un individuo que pretendía falsamente ser el hijo de Mauricio, llamado Teodosio. Cosroes acordó la coronación de este pretendiente y exigió que los bizantinos lo aceptaran como emperador. Él también sacó provecho de las dificultades de los militares bizantinos, yendo en auxilio de Narsés, un general bizantino que se negaba a reconocer la autoridad del nuevo emperador y que estaba siendo asediado por tropas leales a Focas en Edesa. Esta expedición fue parte de una guerra de desgaste, Cosroes emprendió una campaña contra los fuertes bizantinos en el norte de la Mesopotamia, y por 607 o poco más o menos hizo avanzar el dominio persa hasta el Éufrates. Narsés sería más tarde atraído con engaños a Constantinopla y ejecutado por orden del emperador. Privado de su mejor general, el ejército bizantino fue derrotado repetidas veces en los años siguientes.

## Derrocamiento y muerte
En 608, el exarca de Cartago y su hijo, ambos llamados Heraclio, comenzaron en el norte de África una revuelta contra Focas, acuñando moneda en la que aparecían los dos con los atributos consulares (aunque no imperiales). Focas respondió con ejecuciones, entre las víctimas estaban la ex-emperatriz Constantina y sus tres hijas. Nicetas, un sobrino de Heraclio el Viejo, dirigió una invasión de Egipto por tierra, al tiempo que el joven Heraclio comenzaba a navegar hacia el oeste con otras fuerzas por Sicilia y Chipre. La inoportuna campaña lanzada por Focas para convertir por la fuerza a los judíos y el comienzo de la guerra civil causó serios disturbios urbanos en Siria y Palestina. En Antioquía, los judíos se rebelaron y asesinaron a numerosos cristianos, incluido el patriarca de Antioquía, Anastasio. Focas envió al general Bonosus a reprimir los disturbios y a reconquistar Egipto. La represión de Bonosus en las ciudades del este fue tan dura que su severidad fue recordada siglos después. Él entonces llevó consigo a casi todo el ejército del este a Egipto, donde fue derrotado por Nicetas tras algunos duros combates. Los persas se aprovecharon de este conflicto para ocupar una gran parte de las provincias orientales y comenzar la penetración en Anatolia.
En 610, el joven Heraclio llegó a las vecindades de Constantinopla, y la mayor parte del ejército leal a Focas huyó o desertó. Algunos destacados aristócratas bizantinos ofrecieron su colaboración a Heraclio, y él arregló ser coronado y aclamado como emperador. Cuando llegó a la capital, los Excubitores, una unidad de élite de la guardia imperial dirigida por Prisco, el propio yerno de Focas, desertó para servir a Heraclio, y éste entró a la ciudad sin resistencia seria. Focas fue capturado y llevado ante Heraclio, que le preguntó: ¿Es así como has gobernado el Imperio, miserable?, a lo que Focas replicó: ¿Lo gobernarás tú mejor? Enfurecido, Heraclio mató y decapitó personalmente a Focas en el acto. El cuerpo de Focas fue mutilado, sacado en desfile por las calles de la capital, y quemado.